# Миддлтон, Грегори
Гре́гори Ми́ддлтон (англ. Gregory Middleton; Монреаль, Канада) — канадский кинематографист, получивший премию «Джини» за лучшую операторскую работу на 29-й церемонии вручения наград «Джини» за работу над фильмом «Осколки» (2007).
Он также был номинирован на премию за фильм «Kissed» (1996) на 18-й церемонии вручения наград «Джини» в 1997 году, за фильм «The Falling» (1998) на 19-й церемонии вручения наград «Джини» в 1998 году, за фильм «The Five Senses» (1999) на 20-й церемонии вручения наград «Джини» в 1999 году, за фильм «Between Strangers» (2002) в 23-я премия «Джини» в 2002 году и фильма «Falling Angels» (2004) на 24-й церемонии вручения премии «Джини» в 2004 году. Он также дважды номинировался на премию «Эмми» в категории «Лучшая операторская работа в сериале с одной камерой („Один час“)» за свою работу над телесериалом «Игра престолов» (2011 — 2019). Сейчас он работает оператором в сериале «Лунный рыцарь» (2022) для потокового сервиса Disney+ с Эндрю Дрозом Палермо.
Выпускник Университета Британской Колумбии.

## Внешние ссылки
- Миддлтон, Грегори (англ.) на сайте Internet Movie Database